# Sowieckie deportacje z Łotwy
Sowieckie deportacje z Łotwy – seria przymusowych deportacji ludności z terytorium Łotwy przeprowadzonych podczas sowieckiej okupacji krajów bałtyckich.

## Historia
Jednym z następstw paktu Ribbentrop-Mołotow zawartego między ZSRR a III Rzeszą było zajęcie Łotwy przez Armię Czerwoną i utworzenie Łotewskiej Socjalistycznej Republiki Radzieckiej w miejsce niepodległej Republiki Łotewskiej istniejącej w latach 1918–1940. Sowiecką politykę charakteryzowało m.in. dążenie do zniszczenia struktur łotewskiego państwa oraz chęć zlikwidowania oporu społecznego. W tym celu stosowano terror, w tym m.in. przymusowe deportacje w głąb terytorium ZSRR. Po zakończeniu II wojny światowej wywózki prowadzono również po to, aby osłabić zaplecze antykomunistycznej partyzantki. Dodatkowo deportacje miały docelowo ułatwić przeprowadzenie kolektywizacji. Największe akcje deportacyjne przeprowadzono dwukrotnie – w czerwcu 1941 wysiedlono ok. 17 tysięcy, zaś w marcu 1949 ok. 42 tysięcy osób (tzw. operacja „Priboj”). Ostatnie deportacje nastąpiły jesienią 1951 roku.

## Fazy deportacji
14 czerwca 1941 r. nastąpiła pierwsza fala deportacji, głównie przeciwko inteligencji łotewskiej. Dla zaskoczenia ludności została przeprowadzona w ciągu jednego dnia. W jej ramach wywieziono około 15 000 Łotyszy. Do wywózki zakwalifikowano osoby aktywne w łotewskiej polityce, kulturze oraz przedwojennym aparacie władzy państwowej. Większość z deportowanych stanowili mieszkańcy Rygi i jej okolic. Spośród schwytanych 341 Łotyszy stracono, 2815 kolejnych osób zginęło w więzieniach. Pozostałe osoby, głównie kobiety i dzieci, zostały skierowane do miejsc osiedlenia zlokalizowanych w Kraju Krasnojarskim, obwodzie nowosybirskim i północnych regionach Kazachstanu, gdzie zostali skierowani do pracy tamtejszych przedsiębiorstwach leśnych i kołchozach. Spośród nich zmarło 1900 osób.
Druga faza deportacji nastąpiła w okresie 25-30 marca 1949 r. i była skierowana przeciwko mieszkańcom łotewskich wsi. W ramach akcji „Przybój” wywiezione zostało ok. 42 000 osób. Ukierunkowanie represji na ludność wiejską miało służyć zniszczeniu zaplecza na jakim bazowała antykomunistyczna łotewska partyzantka oraz złamaniu oporu łotewskiej wsi przeciwko kolektywizacji. W trakcie deportacji zginęły 183 osoby, w okresie pobytu na zesłaniu zginęło lub zmarło kolejne 4941 osób. 1376 osób otrzymało urzędowy zakaz powrotu na Łotwę po upływie okresu zesłania.

## Upamiętnienie
22 sierpnia 1996 roku łotewski Sejm przyjął Deklarację o okupacji Łotwy. W dokumencie tym podkreślono rolę totalitarnych reżimów ZSRR i III Rzeszy w pozbawieniu kraju niepodległości oraz wskazano m.in. na deportacje ludności jako element sowieckiej polityki wymierzonej przeciwko narodowi łotewskiemu. Podkreślono, że w wyniku prowadzonej przez ZSRR polityki ludnościowej odsetek Łotyszy w społeczeństwie spadł z 77 do 52%.